# پیریا هنری
پیریا هنری (انگلیسی: Pierriá Henry؛ زادهٔ ۲۰ ژانویهٔ ۱۹۹۳) بازیکن بسکتبال اهل ایالات متحده آمریکا است.

## دستاوردها

### جوایز
وی در مسابقات کشوری و بین‌المللی در مجموع برندهٔ ۱ مدال برنز شده‌است.